# Xiaoliuqiu
Xiaoliuqiu (chinesisch 小琉球, Pinyin Xiǎo Liúqiú, „Klein-Liuqiu“) ist eine Koralleninsel und gleichzeitig unter der offiziellen Bezeichnung Liuqiu (琉球鄉,  Liúqiú Xiāng), eine Gemeinde im Landkreis Pingtung auf Taiwan (Republik China).

## Lage und Klima
Die Insel liegt südlich der Mündung des Gaoping-Flusses vor der Küste der Insel Taiwan, ungefähr 8 Seemeilen (14,8 km) südwestlich der Stadtgemeinde Donggang und etwa 18 Seemeilen (33,3 km) südsüdwestlich der Großstadt Kaohsiung. Die Insel umfasst eine Fläche von 6,801 km² und hat knapp 13.000 Bewohner.
Das Klima ist subtropisch warm und vom Monsun geprägt. Die regenreichsten Monate sind die Monate Mai bis September 2017.

## Geschichte

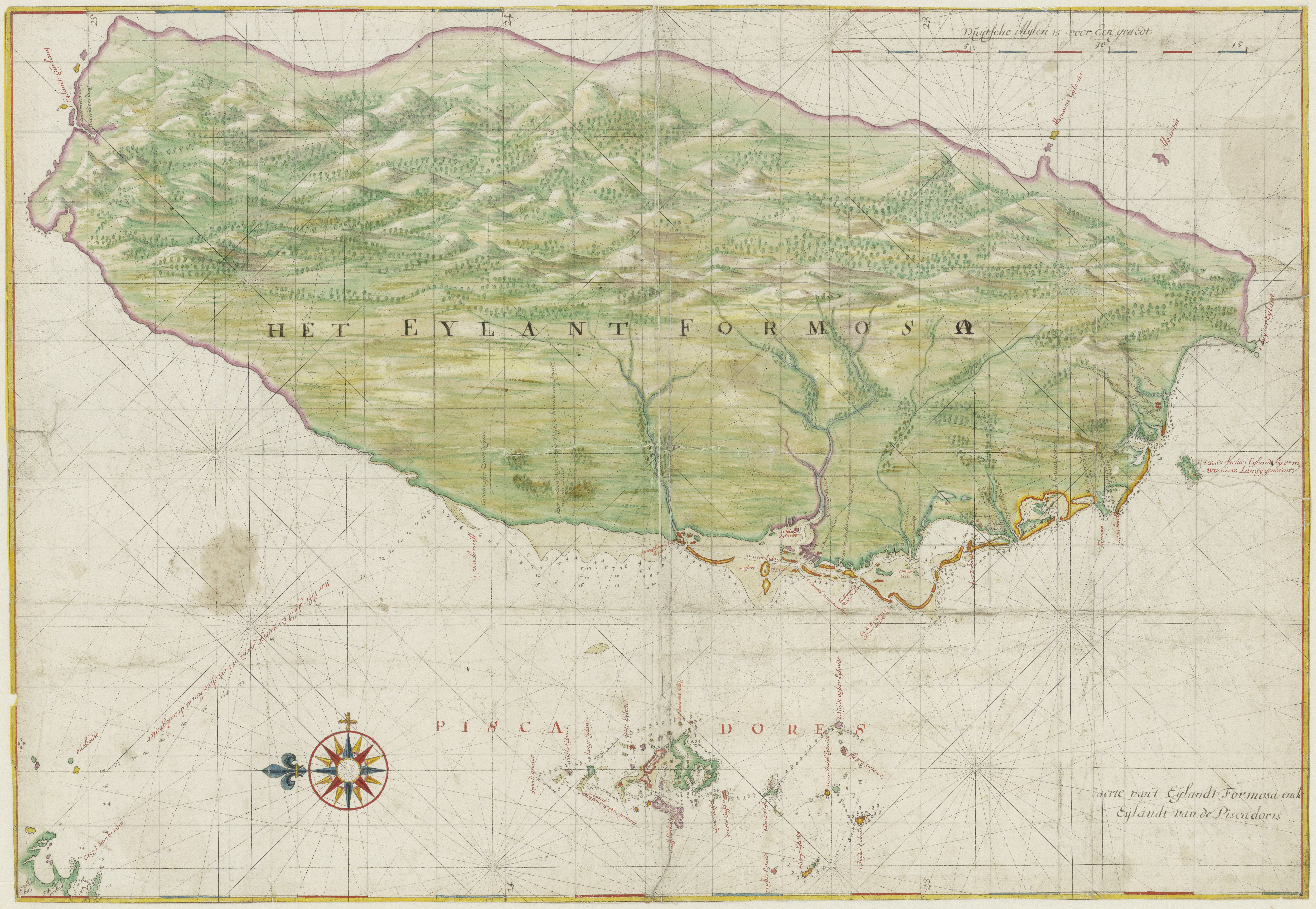
Niederländische Karte Formosas aus dem Jahr 1640. Xiaoliuqiu ist als Gouden Leeúws Eylandt eingezeichnet

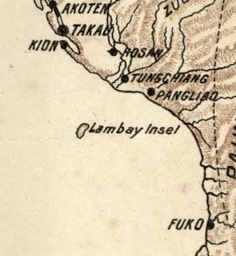
Lambay Insel auf einer Karte von 1905 des deutschen Ostasienreisenden Karl Theodor Stöpel

Ein älterer Name der Insel ist Samaji oder Lamay. Die Insel wurde am 26. Juli 1622 durch den niederländischen Kapitän Cornelis Reyersen als erstem Europäer gesichtet. Wenige Monate später gingen im Oktober 1622 mehrere Seeleute des niederländischen Schiffes Goude Leeuw („Goldener Löwe“) an Land, allerdings kehrten einige von ihnen nicht auf das Schiff zurück. Später wurde bekannt, dass sie von den Inselbewohnern, die den Kannibalismus praktizierten, verspeist worden waren. Die Insel war seither unter dem Namen Goude Leeuws Eylandt („Goldene Löweninsel“) bekannt. Im Mai 1633 beschloss die niederländische Kolonialverwaltung unter Gouverneur Hans Putmans aufgrund des Ereignisses von 1622, eine Strafexpedition auf die Insel durchzuführen und diese „zu verwüsten und zu entvölkern“. Am 18. November 1633 landete eine kleine Truppe auf der Insel, brannte Siedlungen nieder und verwüstete die Insel. Die Inselbewohner hielten sich jedoch zum großen Teil in Höhlen versteckt. Am 21. April 1636 fand daher eine zweite Inselinvasion statt. Die Inselbewohner wurden in einer Höhle eingeschlossen, wo sie zum Teil starben, und zum anderen Teil gefangen genommen und anschließend auf die Hauptinsel Taiwan deportiert. Die Insel wurde in der Folgezeit von Han-Chinesen vom chinesischen Festland besiedelt.
Zur Zeit der Song-Dynastie (960 bis 1279) und der Yuan-Dynastie (1279 bis 1368) war die Insel Taiwan in China unter dem Namen Liuqiu bekannt gewesen. Seit der Ming-Dynastie (1368 bis 1644) bezog ich dieser Name nur noch auf die kleine vorgelagerte Insel, die zur Unterscheidung von der früheren Bedeutung auch Xiao Liuqiu („Klein-Liuqiu“) genannt wurde.

## Verwaltungsgliederung
Administrativ ist die Insel in die folgenden 8 Dörfer (村, Cun) untergliedert: Benfu (本福), Zhongfu (中福), Yufu (漁福), Dafu (大福), Shangfu (上福), Shanfu (杉福), Nanfu (南福) und Tianfu (天福).
| Gliederung von Xiaoliuqiu                                                                   |
| Zhongfu 中福 Yufu 漁福 Benfu 本福 Shanfu 杉福 Shangfu 上福 Dafu 大福 Tianfu 天福 Nanfu 南福 |

## Wirtschaft
Haupterwerbszweige sind zum einen die Fischerei und zum anderen der Tourismus. Es gibt einen Fischereihafen – Dafu – und einem Hafen für den Tourismus – Baisha. In früheren Zeiten wurden reichlich Kokospalmen angebaut, während heute überwiegend Süßkartoffeln, Erdnüsse, Mangobäume und in geringerer Menge auch Papayas, Guaven und Rosenäpfel kultiviert werden. Die Anbaufläche beträgt etwa 140 ha. Der frühere Trockenreisanbau wurde seit etwa den 1980ern eingestellt.
Es existieren regelmäßige Fährverbindungen zwischen Donggang und Xiaoliuqiu.

## Sehenswürdigkeiten
Auf der Insel sind viele Aktivitäten möglich: Baden, Tauchen, Segeln, Wandern, Fahrradfahren, Motorradfahren, Höhlentourismus etc. Auf der Insel werden mehrere taoistische Tempelfeste gefeiert.

## Tierwelt
Auf der Insel herrscht ein vielfältiges Ökosystem. Chung Au Beach, ein Muschelsandstrand, grenzt an Gewässer, die viele Fischarten und zahlreiche Korallenarten beheimaten. Es ist auch die Heimat junger und erwachsener grüner Meeresschildkröten, wobei erwachsene Weibchen während der Sommermonate an Land kommen, um zu brüten. Meereswirbeltiere wie Haie, fliegende Fische, Meeresschildkröten und Wale wie Pottwale können rund um die Insel vorkommen.

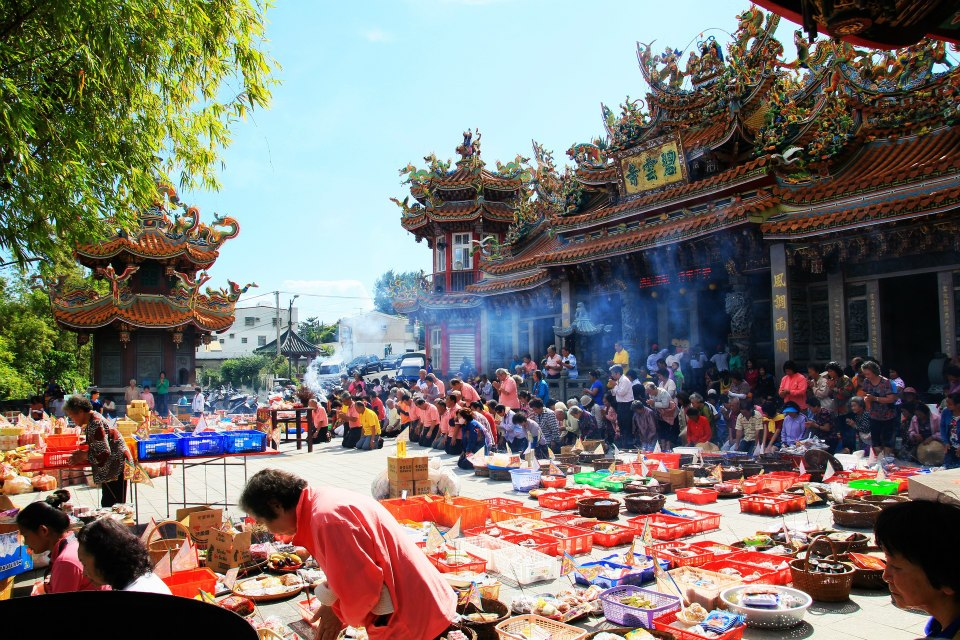
Biyun-Tempelfest
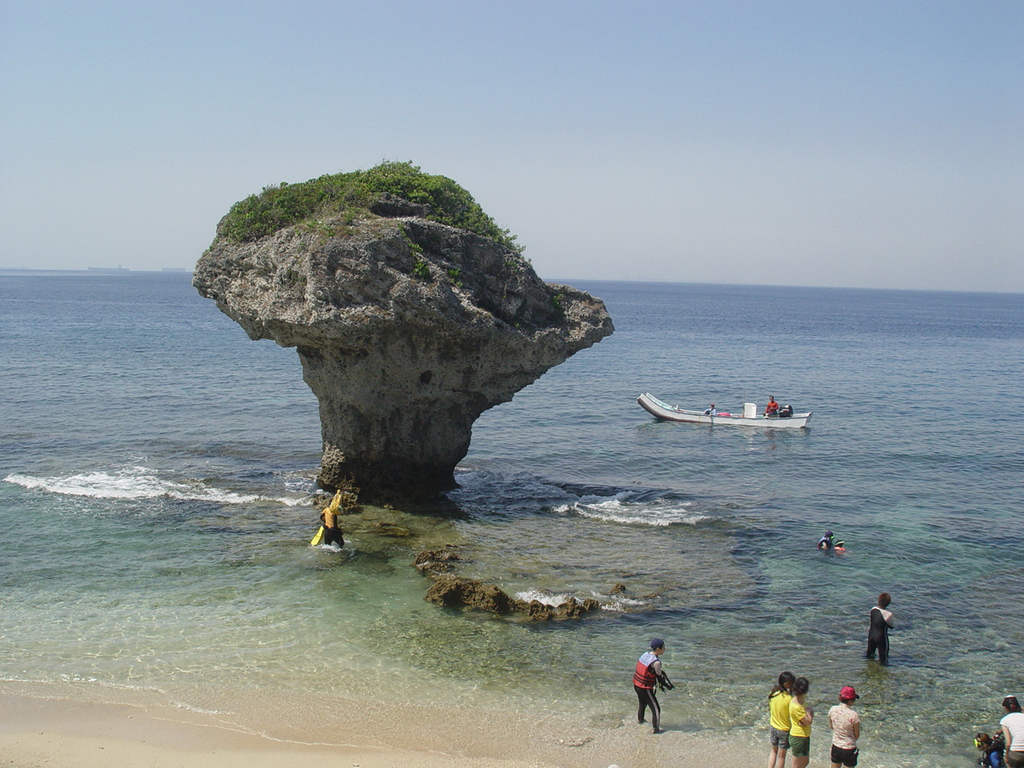
Die Vase (花瓶石), eine Felsformation auf Xiuliuqiu
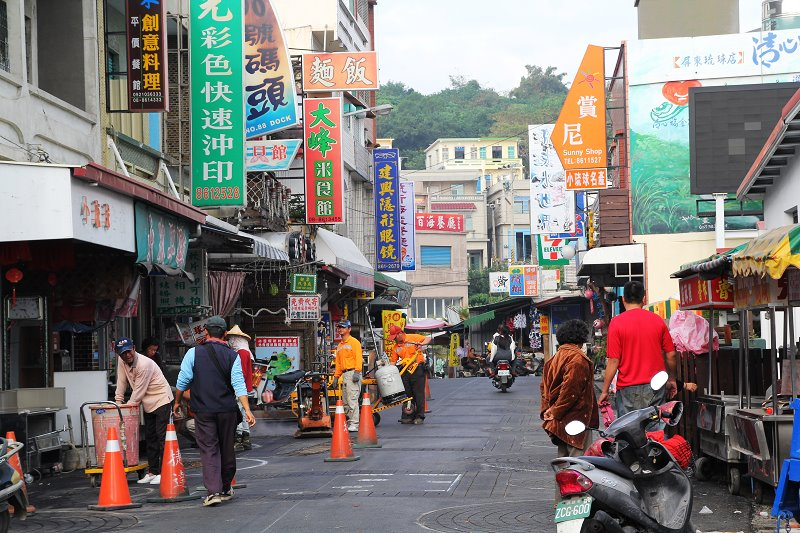
Sanmin-Straße in Liuqiu
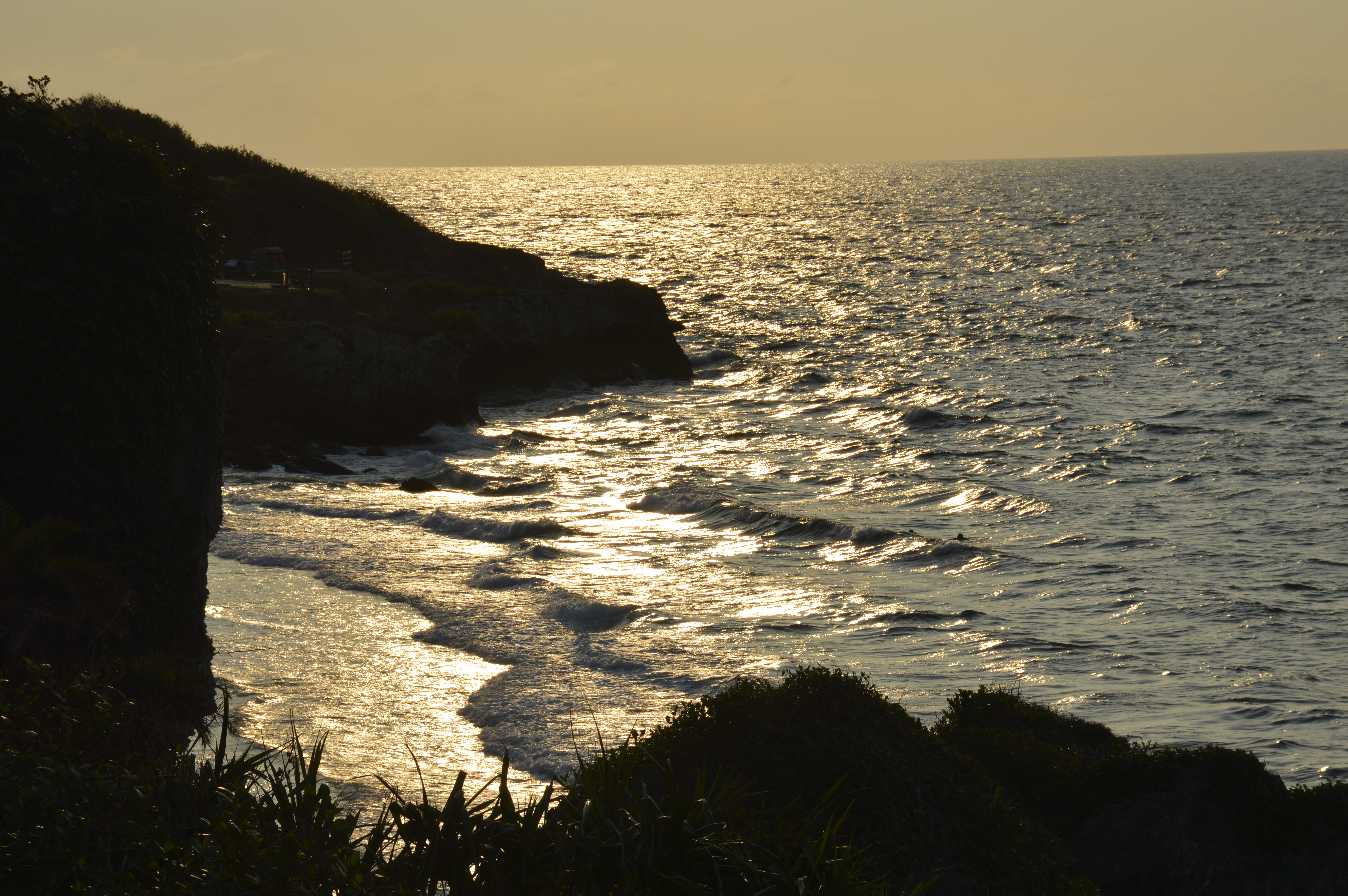
Sonnenuntergang